# Мамедалиев, Вамиг Мамедали оглы
Вамиг Мамедали оглы Мамедалиев (род. 9 июня 1946, Баку) — выдающийся азербайджанский музыкант (мастер игры на таре), профессор, Народный артист Республики Азербайджан (2018).

## Биография
Вамиг Мамедали оглы Мамедалиев родился 9 июня 1946 года в посёлке Кюрдханы Баку.
С 1953 по 1964 год учился в средней школе № 113 посёлка Кюрдханы. Он получил начальное музыкальное образование в классе тара в клубе, где преподавал Дардайыл Адамиров. В 1963 году Мамедалиев основал ансамбль народных инструментов «Бахар» в родном посёлке. В 1967—1972 годах работал художественным руководителем и директором в том же клубе. 
С 1965 по 1967 год Мамедалиев служил в армии в Астаринском районе. В 1972—1976 годах учился в Бакинском музыкальном техникуме имени Асифа Зейналлы, а в 1980—1985 годах получил высшее образование по классу тара в Азербайджанской государственной консерватории имени Узеира Гаджибекова. Вамиг Мамедалиев, обучаясь под руководством Бахрама Мансурова, Ахмеда Бакиханова, Гаджи Мамедова, Адиля Герая, Октая Гулиева и Сервера Ибрагимова, усвоил секреты мугама, технику исполнения и формы мугамного пения.
После окончания Музыкального техникума культуры в 1971 году, Мамедалиев работал преподавателем тара (1971—1993), а затем стал ведущим преподавателем и доцентом в Бакинской музыкальной академии (1988—2001). В 2001 году его пригласили на должность декана факультета музыкального искусства в университете культуры и искусства Азербайджана, который он возглавляет до сих пор, активно участвуя в подготовке научных статей, методических материалов и учебных программ.

## Музыкальная карьера и признание
В 1985 году фирма «Мелодия» выпустила пластинки с записью мугамов Харич Сегах и Рахаб, исполненных Вамигом Мамедалиевым. В 1989 году на фестивале народной музыки «Falun Folkmusic Festival» в Швеции он был признан лучшим и получил приглашения выступать в других европейских странах. В 1994 году французская компания «Maison De’s Cultures Du Monde» выпустила записи мугамов Нева и Рахаб, а также представление Гандаб Гулиева и Джанели Акбаровой при участии Вамига Мамедалиева. В 1996 году ему было предложено посетить Францию в связи с презентацией компакт-дисков. В течение 1996-97 годов его альбомы имели большой тираж в европейских странах. Он успешно выступал и проводил концерты в Иране, Турции, Ираке, Дании, России, Украине и других странах.

## Вклад в культуру и образование
Вамиг Мамедалиев активно участвует в культурной жизни Азербайджана, включая различные концерты, телевизионные выступления, гастроли и фестивали. Он играл с такими знаменитыми исполнителями, как Ягуб Мамедов, Гаджибаба Гусейнов, Абульфат Алиев, Ариф Бабаев, Джанели Акбарова, Агахан Абдуллаев, Алим Гасымов, Захид Гулиев и др.

## Награды и признание
В 2005, 2016, 2017 и 2018 годах ему была присуждена Президентская премия. В 2018 году он был награжден званием Народного артиста Азербайджана.
27 мая 2018 года в соответствии с Указом Президента Азербайджана было присвоено звание заслуженного артиста культуры Азербайджана.
13 декабря 2023 года ему была вручена персональная пенсия Президента Республики Азербайджан.

## Личная жизнь
Вамиг Мамедалиев также известен как заботливый глава семьи. У него четверо детей — три сына и одна дочь. Он является отцом Икбала и Салама Мамедалиевых, которые являются режиссёрами, а также старшим братом академика и выдающегося востоковеда Васима Мамедалиева.